# Albatros (Brits automerk)

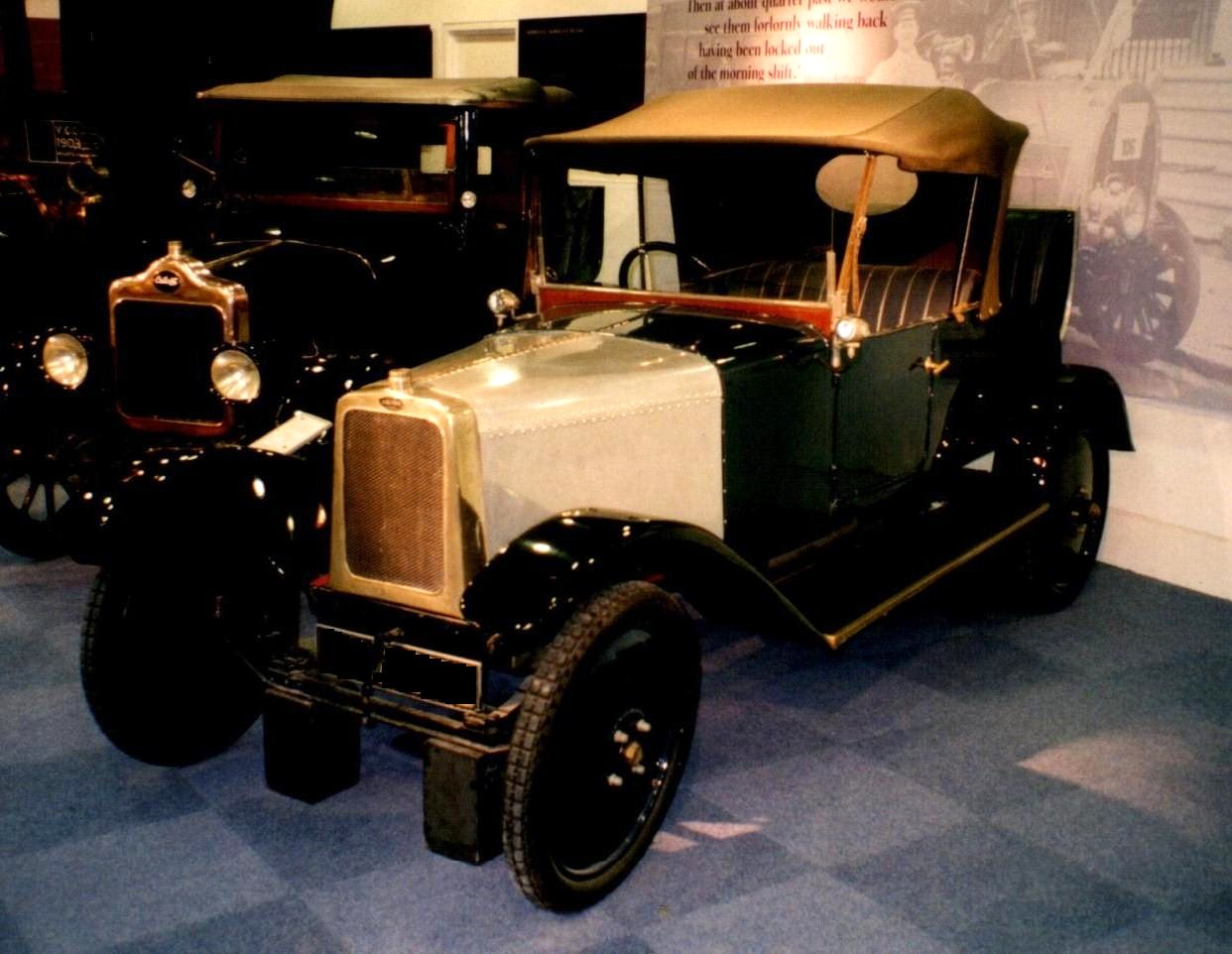
Albatros uit 1923

Albatros was een Brits automerk uit Croft. Het is opgericht door H.T.W. Manwaring in 1922.
Het merk maakte twee modellen, de 1094 cc acht en de 1247 cc tien pk, welke beide Coventry-Climax-motoren waren.
De tien pk werd in twee types aangeboden. Het Utility model had geen differentieel en elektrische starter en enkel in één carrosserievariant, een open tweezitter. De Special Touring had deze voorzieningen wel en had onder meer een gesloten sedan als carrosserievariant. Prijzen varieerden van 190 pond tot 275 pond.
In 1923 werd de tien pk vergezeld door een iets kleinere acht pk model met een tweezitscarrosserie of een sportmodel.
In 1924 ging het bedrijf, ondanks de presentatie van een nieuw model, failliet. 